# Melanagromyza curiosa
Melanagromyza curiosa este o specie de muște din genul Melanagromyza, familia Agromyzidae, descrisă de Spencer în anul 1959.
Este endemică în Congo. Conform Catalogue of Life specia Melanagromyza curiosa nu are subspecii cunoscute.